# Алі Арслан-хан
Алі Арслан-хан, Алі ібн Муса (д/н–998) — великий каган Караханідської держави в 970—998 роках. Загинув у війні з Хотанською державою. Мав прізвисько аш-Шахід Абу'л Гасан. Засновник Алідської гілки династії.

## Життєпис
Походив з династії Караханідів. Син кагана Муси байташ-хана. Після загибелі батька 958 року опинився під опікою стрийка Сулеймана Арслан-хана, що став новим каганом.
Після загибелі кагана Сулеймана у 970 році успадкував трон, прийнявши титул арслан-хан. Своєму стриєчному брату Гасану надав титул богра-хана. Разом з останнім продовжив війну проти Хотанської держави, до кінця 980-х років відвоювавши Кашгар.
Слідом за цим відправив Гасана Богра-хана проти Саманідської держави, а сам вирішив підкорити Хотан. На початку 990-х років у двох битвах — біля Янгісара та місцини Уртан-Кара завдав хотанському війську важких поразок. 995—996 роках підтримав повстання проти саманідського еміра Нуха II, також спрямовував проти нього свої війська. Проте вони зазнали поразки від Себук-Тегіна Газні, союзника Саманідів.
Наприкінці січня 998 року караханідська армія була переможена, а сам Алі Арслан-хан загинув. За більшістю відомостей, хотанські війська скористалися намазом, що здійснювало військо Алі. Напали в цей час на нього й майже без особливих складнощів знищили. Тому вважається першим мусульманським мучеником Кашгару. Поховано в гробниці в Янгісарі, що стало місцем паломництва. Владу успадкував його старший син Ахмад Арслан-хан.